# Papa Ioan al X-lea
Papa Ioan al X-lea (n. 860 d.Hr., Tossignano⁠(d), Borgo Tossignano, Emilia-Romagna, Italia – d. 929 d.Hr., Roma, Statele Papale) a fost  papă al Romei din 914 până-n 928.
Ioan provenea din familia Cenci din Tossignano lângă Imola. Înaintea alegerii sale, a fost episcop de Bologna iar din 905 arhiepiscop de Ravenna. Decisiv pentru alegerea sa a fost, desigur, apropierea sa de regele italian Berengar I și de camarila consulului și senatorului roman Theophylact I de Tusculum. După opinia contemporanului său Liutprand de Cremona, a ajuns papă doar datorită „relației strânse” cu Teodora (mama Maroziei, cu care ar fi avut și o fiică. Această Teodora a fost o membră influentă a familiei lui Theophylact. Mai târziu Ioan a pus la cale căsătoria între Marozia și Alberic I., fiul lui Alberic de Tusculum.
Pontificat
Ca papă, a încercat să restabilească puterea papală în Italia. Împotrivă sarazinilor a încheiat o uniune cu alte state italiene obținând o victorie în Batalia del la Garigliano (915). Tot în 915 l-a încoronat împărat pe Berengar I. Motivele acestei încoronări sunt destul de neclare, dar sigur este că la Ravenna Ioan avea relații bune cu regele. În plus, el a agreat ideea reînnoirii vechilor tradiții ale imperiului.
În ciuda bunei colaborări privind combaterea sarazinilor, relațiile religioase între Roma și Bizanț nu erau deloc bune. Acestea s-au înrăutățit și mai mult după decesul împăratului Leon al VI-lea (†912), datorită deciziei lui Sergiu al III-lea (d. 911) de a se amesteca în conflictul bizantin dintre patriarhul Nikolaos Mystikos și Leon privind legitimitatea unei a patra căsnicii a împăratului (Sergiu fusese de partea împăratului). Patriarhul din Constantinopol a cerut un fel de despăgubire din partea papei fiindcă fusese obligat să petreacă o bucată de timp în exil. În 920 o numeroasă delegație bizantină a călătorit spre Roma care a urmat să-i predea papei epistole din partea patriarhului ca și a lui Constantin al VII-lea Porphyrogennetos, noul împărat bizantin. Însă n-a mai ajuns la Roma din pricină unei revolte izbucnite în Italia de Sud, condusă de contele Landulf de Capua. În 922 patriarhul a încercat din nou - de data asta cu succes - să-i scrie papei. Ioan la rându-i a văzut posibilitatea unei politici mai active în Balcani și a venit în întâmpinarea dorințelor patriarhului. Așadar, a trimis și el o delegație la Constantinopol care a fost însoțită de trimișii papali Theophylact și Carus.
În același timp cei doi ar fi trebuit să-și folosească călătoria pentru a-l influența pe domnitorul bulgar Simeon I.. Sarcina lor era să întreprindă o călătorie din Constantinopol în tabăra lui de campanie pentru a-i înmâna o scrisoare papală cerându-i să-și păstreze pacea.Patriarhul însă i-a scris și el lui Simeon despre mesajul păcii al papei. În același timp le-a interzis celor doi trimiși să plece spre tărâmurile bulgarilor din motive de „siguranță”. În felul acesta s-a încheiat pacea între Bizanț și Bulgaria, Simeon a fost uns țar al bulgarilor, iar relațiile dintre el și Biserica Greco-Ortodoxă s-au strâns.
Totuși, papa a încercat în continuare să-i influențeze pe bulgari. Puțin după aceea a trimis din nou o delegație la Simeon să negocieze o pace între bulgari și croați.